# 山口達也
山口 達也（やまぐち たつや、1972年1月10日 - ）は、日本の実業家（「株式会社山口達也」代表）。かつてタレントとしてジャニーズ事務所に所属していた。
2018年5月までジャニーズ事務所の男性アイドルグループ・TOKIOのメンバーで、タレント、歌手、俳優として幅広く活動していたが、不祥事により芸能界を事実上引退。現在は、実業家として講演活動を行っている。埼玉県草加市出身。血液型O型。元妻は実業家の高沢悠子。息子が2人いる。

## 略歴

### 芸能界での活躍
中学2年生の時に少年隊に憧れ、ジャニーズ事務所に履歴書を送る。しかしなかなか返事が来ず、すっかり忘れていた1988年10月にようやくオーディションの通知が届き入所。同年12月には城島茂と「城島茂バンド」を結成する（後に「TOKIO BAND」に改名）。メンバー変遷を経て、1994年9月21日に「TOKIO」として『LOVE YOU ONLY』でCDデビューを果たした。
俳優としては1992年に、『愛きらきら』（TBS）でテレビドラマ初出演。1993年の『同窓会』（日本テレビ）では、バイセクシャルの青年を演じた。1995年には、『部屋においでよ』（TBS）で準主演を務め、『夏!デパート物語』（TBS）で主演を務めた。主にドラマを中心に活躍した。
1997年の『24時間テレビ 「愛は地球を救う」』（日本テレビ）にて、100kmのチャリティーマラソンに挑戦し、完走した。2001年に『C・C・C カー・クラッシュ・クラブ』（TBS）で初めて司会を担当。その傍ら、2008年に『カンフー・パンダ』の日本語吹替版で、声優としても活動した。
2010年7月に『ザ!鉄腕!DASH!!』の企画である「DASH海岸」で自ら潜水するために潜水士の資格を取得した。2013年には『鉄腕DASH』内の企画「DASH島」にて資材の運搬船を操縦するため、一級小型船舶操縦士を取得している。
2011年3月11日にDASH村での番組収録中に東北地方太平洋沖地震（東日本大震災）に遭い、避難。福島第一原子力発電所事故によりDASH村は「計画的避難区域」となった。同年7月以降、JAXAの協力要請を受け、DASH村にヒマワリの種を植えるなどの除染活動に積極的に関わった。また『ザ!鉄腕!DASH!!』の取材で、チェルノブイリ原子力発電所事故の被害を受けたウクライナやベラルーシを訪問し、現地の事情を視察した。

### 芸能界引退
2010年代に入ると双極性障害を患い治療するなど悩んでいたほか、2016年に離婚しており、同年からは飲酒による肝臓数値悪化・アルコール依存症による入院や通院を行っていた。2018年4月20日に不祥事で無期限謹慎処分を受け、同年5月6日に芸能界を事実上引退した。引退後は寺に通い、読経や写経、境内の掃除などの作務を通じて勉強していた。
2019年8月29日発売の『女性セブン』で山口の独占告白記事が掲載。取材に応じるのは約1年4ヶ月ぶりであり、一部で解散報道がなされたTOKIOについての思い、病気などの現状、同年7月9日に死去したジャニー喜多川のお別れの会の案内状が届いていることなどを語った。また、同記事内で山口は「これが最後の取材、最後の告白です」としている。

### 現在の状況
2023年3月19日、「株式会社山口達也」の立ち上げを報告。アルコール依存症であることを初公表し、医師から「完治しない」と宣告されたこと、および2022年中に、民間資格であるASK認定「飲酒運転防止インストラクター」「依存症予防教育アドバイザー」、JADP認定「メンタル心理カウンセラー」の資格を取得し、講演活動やアドバイザーとしての活動のため起業したことを明かした。
2023年4月29日、特定非営利活動法人ASK主催による「オンライン・スペシャルトークイベント ～アルコール依存症と飲酒運転～」に出演。公の場に姿を見せたのは芸能界引退後初であった。以降は、アルコール依存症および依存症全般に関する講演活動、企業向けの危機管理セミナーなどの活動を行っている。

## 人物
音楽活動で使用したベースは、ギブソンのレスポール・スタンダードベース。途中からはサドウスキーの5弦ベースも使用していた。ギブソンのベースは海外を訪れた際に森光子に買ってもらったものだといい、5弦ベースがメインになってからもサブのベースとして愛用していたことをラジオ番組『山口達也 TOKIO WALKER』にて明かしている。なお、芸能界引退後の2019年にはインタビューで「（今は）弾いていません」と話している。
趣味はサーフィン。雑誌『Fine』で連載を持っていたほか、2004年には日之出出版より『山口達也 サーフィンフリースタイル』という本が出版されている。2018年の引退後は辞めていたが、2025年には約8年ぶりに楽しんだことを自身のXに投稿した。

### 私生活
2008年3月8日に5歳年下の元モデルと婚姻届を出し、同日夜の日本武道館ライブでファンに報告した。当時のTOKIOの中で最初の既婚者であった。2008年5月に第1子（男児）、2010年9月には第2子（男児）が誕生した。2016年8月5日に離婚していたことが明らかになった。2024年11月2日、一般女性との再婚を発表した。

### 家族
長男はハワイのボーイズグループ「Crossing Rain」のメンバーであるShotaro。実弟はヴォーカリスト（TSP、ex.the CYCLE）であり666所属プロレスラーの山口公次（Kouzy）。名前は公表されていないが、実兄は株式会社山口達也にてメッセージが公表されている。

## 騒動
- 2011年8月28日に車線変更禁止区域で車線を変更し、警察署の署員に停止するように求められた[33]。山口が運転免許証を提示したところ、免許の期限が同年2月で切れていたことが発覚し、道路交通法違反（無免許運転）で書類送検された[34]。翌29日夜、東京の汐留にある日本テレビで記者会見を行い、謝罪の意を示した[34][35]。後に不起訴処分となる。
  - この件に関し、ヤマト運輸と富士重工業は、山口が出演しているCMを当面放送しない方針を明らかにした[36]。富士重工業（現：SUBARU）は、自粛されたまま契約期間が終了したが、ヤマト運輸は後に放映再開されたものの、山口以外のメンバーも含め、営業車やトラックを運転するシーンを一切使用していない。同じく2018年4月まで放映されていたスズキのソリオのCMでは、山口が運転するシーンがある。
- 2018年2月12日[注釈 2]、自宅にて一人で酒を飲んでいた際に酩酊状態となり、仕事で知り合った女子高校生を電話で誘い無理にキスしたことや「何もしないなら帰れ」と怒鳴りつけたことなどから、同年4月20日に強制わいせつ容疑で書類送検されていたことが、同月25日に報道された[37][38]。翌26日、ジャニーズ事務所から無期限謹慎処分を受け謝罪会見を行うも、レギュラー番組からの降板・放映終了などが相次いだ。また、4月30日にはTOKIOメンバーとの会談の中で退職願を提出するが、渡されたリーダーの城島はこれを一時保留とした[39]。
  - なお、被害者の両親はこの件に「親としては決して許せるものではありません。ただ娘にも山口氏にもこれからがあります。この過ちで1人の人間の未来が全て奪われてしまうことは私たちも望んでおりません。山口氏には娘の心の傷に向き合いながらこれからを考えていただき、また娘についてもそっとしておいてもらいたく、いただければと思います」とコメントを発表している[40]。山口本人が謝罪し深く反省していることなどを踏まえ、被害者側が被害届を取り下げ示談が成立したことから、同年5月1日に起訴猶予処分となる[41]。
  - 同年5月2日、他のTOKIOのメンバー4人は会見を行い謝罪。山口が前述の会見で復帰願望がある趣旨の発言をしたことに対しては「甘えがある」と批判した。5月6日、本人の強い辞意から退職願が受け入れられ、TOKIOからの脱退およびジャニーズ事務所との契約の解除をしたことが発表された[42][39][43]。

- 2020年9月22日、東京都練馬区内で酒気帯び運転によるバイク事故のため現行犯逮捕されたことが報道された[16][44]。山口自身はこの事故について後年、前述の不祥事から約2年にわたり断酒していたものの、一口飲んでしまったことで一気に1.5リットルの酒を飲み干し、気づけば留置場にいたと語っている[45][46]。
  - 2023年4月3日、朝日新聞のインタビューを受け、蛇行運転する自身の映像をワイドショーで見たことで起こした事実の恐ろしさに「ようやく気づいた」ことを明かし、被害や迷惑に遭った人々への謝罪とともに、専門病院で治療プログラムを受けて退院し自助グループへも参加したこと、「山口みたいにならないように」と思ってもらうための活動を始めたことや、自身の症状や断酒治療について語った[47]。

## 出演
TOKIOとしての出演は「TOKIO#出演」参照。

### 報道
- ZIP!（2011年4月6日 - 2018年4月25日、日本テレビ） - 水曜日メインパーソナリティ→月・水曜日メインパーソナリティ

### バラエティ番組
- ラ・ラ☆Kiss（1997年、テレビ朝日） - パーソナリティー
- C・C・C カー・クラッシュ・クラブ（2001年4月、TBS） - 司会
- P・P・P（2001年10月、TBS） - 司会
- 天（2002年4月、TBS） - 司会
- ブーケをねらえ!（2002年10月 - 2003年12月、TBS） - 司会
- バリューナイトフィーバー「山口達也のなでしこ極上デート」（2005年6月18日・25日）
- おネエ★MANS（2006年10月 - 2009年3月、日本テレビ） - 司会
- 魔女たちの22時（2009年4月 - 2011年3月22日、日本テレビ） - 司会
- Rの法則（2011年2月 - 2018年4月24日、NHK教育テレビ→NHK Eテレ） - 司会
- 直伝 和の極意 あっぱれ!江戸のテクノロジー（2011年6月 - 7月、NHK教育テレビ） - 生徒 役
- ニッポン食の王座決定戦!（2011年11月25日、日本テレビ）
- 幸せ!ボンビーガール（2011年4月13日 - 2018年4月24日、日本テレビ） - 司会

### テレビドラマ
- 愛きらきら（1992年・TBS）
- 渡る世間は鬼ばかり（1993年、TBS） - ゲスト出演
- 同窓会（1993年、日本テレビ） - 丹野嵐 役[48]
- 長男の嫁（1994年、TBS） - 中村光三郎 役[49]
- サザンスコール（1994年、NHK） - 杉野和彦 役
- 夜に抱かれて（1994年、日本テレビ） - 村上剣 役
- 部屋においでよ（1995年、TBS） - 塩村ミキオ 役
- 夏!デパート物語（1995年、TBS） - 主演 栗山良太 役
- 長男の嫁2〜実家天国（1995年、TBS） - 赤木光太 役[50]
- 小児病棟・命の季節（1996年、テレビ朝日） - 高岡里志 役
- いのちの事件簿 ケースワーカー奮闘記（1997年、NHK）[51]
- SPEECHES（1997年、フジテレビ）
- D×D（1997年、日本テレビ）- 第1話ゲスト
- 番茶も出花（1997年、TBS） - 丸田浩史 役
- 傷だらけの女（1999年、フジテレビ） - 牧田修一 役[52]
- Friends（2000年、TBS） - 三浦修 役
- かるたクイーン（2003年、NHK） - 山崎亮平 役[53]
- 光とともに…〜自閉症児を抱えて〜（2004年、日本テレビ） - 東雅人 役[54]
- 上を向いて歩こう〜坂本九物語〜（2005年、テレビ東京） - 坂本九 役[55]
- 女の一代記 悪女の一生〜芝居と結婚した女優・杉村春子の生涯〜（2005年、フジテレビ）[56]
- 林家三平ものがたり　おかしな夫婦でどーもスィマセーン!（2006年、テレビ東京） - 林家三平 役[55]
- ユウキ（2006年、日本テレビ 24時間テレビスペシャルドラマ） - ジュンジ 役[57]
- 受験の神様（2007年、日本テレビ） - 梅沢勇 役[58]
- Rの法則スペシャル 大江戸ロボコン（2017年、NHKEテレ） - 岩渕敏夫役[59]

### 映画
- 首領を殺った男（1994年、東映） - 鳥羽和久役[60]
- That's カンニング! 史上最大の作戦? （1996年、東映） - 木村見次 役[61]
- 怪物くん（2011年）- ドラゴン 役（声の出演）[62]

### 劇場アニメ
- カンフー・パンダシリーズ、主演・ポー 役
  - カンフー・パンダ（2008年）[63]
  - カンフー・パンダ2（2011年）[64]

### その他のテレビ番組
- 最強の男は誰だ!壮絶筋肉バトル!!スポーツマンNo.1決定戦（1998年・1999年、TBS）

### ラジオ番組
- TOKIO WALKER（1996年4月 - 2018年4月、NACK5）

### CM
- 大塚ビバレジ「ジャワティー」
- ごはん食推進委員会（城島茂と共演）
- 公共広告機構（後のACジャパン）(2002年)
- ローソン「ごはん亭」
- 日本コカ・コーラ「一（はじめ）」（城島茂と共演）[65]
- 大正製薬「リポビタンD」（ケイン・コスギと共演）[66]
- 富士重工業「レガシィ」[67]
- 東京建物「アパートメンツタワー勝どき」[68]
- 日清オイリオグループ「ヘルシーリセッタ」（城島茂と共演）[69]
- 富士重工業「先進運転支援システム『新型EyeSight（アイサイト）』」（2010年 - 2013年9月、2012年1月から国分太一と共演）
- あおぞらケアグループ（株式会社ACG）

## 書籍

### 単行本
- 山口達也のこっち向いてじゅのん!（2000年6月、主婦と生活社、ISBN 978-4-391-12428-6）

### 写真集
- 山口達也 サーフィンフリースタイル サーフィン野郎の楽園波乗りライフ（2004年、日之出出版、ISBN 978-4-89198-683-4）

### 雑誌連載
- 『Fine』（日之出出版）「エンドレスSURFクルーズ」「Tatsuya's Holiday Surf Trip!」
- 『ESSE』（扶桑社）「山口達也の男目線!」